# Неполоковецкий комбинат хлебопродуктов
Неполоковецкий комбинат хлебопродуктов (укр. Неполоковецький комбінат хлібопродуктів) — предприятие в посёлке Неполоковцы Черновицкой области Украины.

## История
Комбинат хлебопродуктов в посёлке Неполоковцы был создан на базе ранее существовавшего здесь хлебоприёмного пункта в соответствии с десятым пятилетним планом развития народного хозяйства СССР и введён в эксплуатацию в 1980 году. В советское время КХП входил в число крупнейших предприятий посёлка.
После провозглашения независимости Украины комбинат перешёл в ведение министерства сельского хозяйства и продовольствия Украины.
В марте 1995 года Верховная Рада Украины внесла комбинат в перечень предприятий, приватизация которых запрещена в связи с их общегосударственным значением.
После создания в августе 1996 года государственной акционерной компании «Хлеб Украины» комбинат стал дочерним предприятием ГАК «Хлеб Украины».
В октябре 1999 года комбинат был выведен из состава ГАК «Хлеб Украины», передан в управление государственного комитета по резервам и стал одним из мест хранения государственных резервов зерна.
В апреле 2013 года комбинат был передан в ведение министерства аграрной политики и продовольствия Украины.
В марте 2015 года комбинат был включён в перечень предприятий, имеющих стратегическое значение для экономики и безопасности Украины.
12 мая 2015 года Кабинет министров Украины разрешил приватизацию комбината.
20 ноября 2019 года КХП был передан в управление Фонда государственного имущества Украины.

## Современное состояние
Основными функциями предприятия являются хранение, сушка и переработка зерна. Кроме того, КХП имеет возможность производить муку, манную крупу и отруби.
Ёмкость комбината обеспечивает возможность хранения 48 тыс. тонн зерна в бетонных силосах, на предприятии имеется имеется очистное оборудование и зерносушилка ДСП-32 (обеспечивающая возможность сушки 32 тонн зерна в час).